# Barleria cristata
Espèce
Classification APG III (2009)
Barleria cristata est une espèce de plantes à fleurs du genre Barleria et de la famille des Acanthaceae. Elle est originaire d’une vaste région s’étendant de la Chine du Sud à l’Inde et à la Birmanie.
Cultivée comme plante ornementale dans les villages et les jardins, elle s’est naturalisée à Hawaii, où elle pousse en zone sèche.
À Fiji, connue sous le nom de tombithi et sur l’île Christmas (dans l’océan Indien, au large de Java), l’arbrisseau pousse aussi comme plante rudérale le long des routes et dans les zones perturbées depuis le niveau de la mer jusqu’à 100 mètres.

## Description

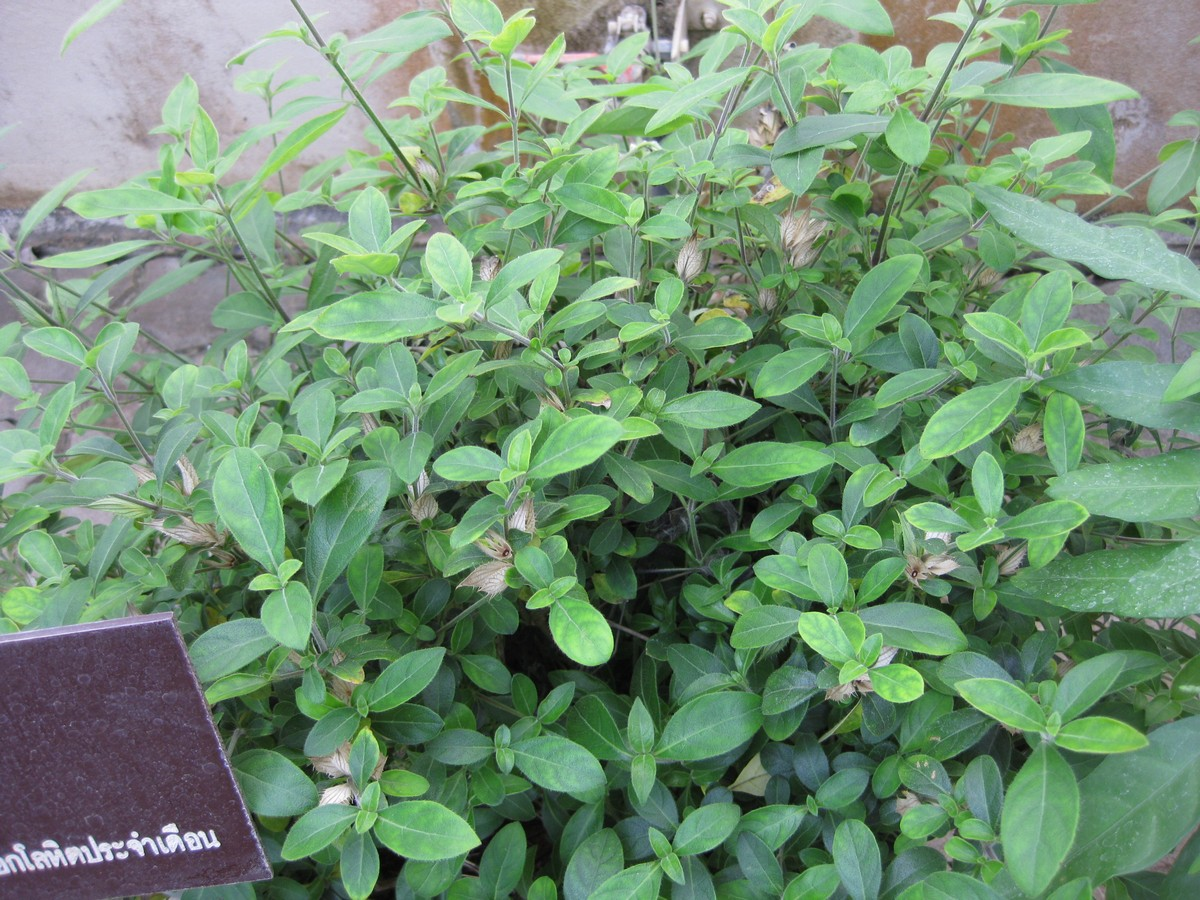
Arbrisseau de Barleria cristata, au Jardin botanique de la reine Sirikit, en Thaïlande.

Barleria cristata pousse en arbrisseau de 60 cm à 1 mètre.
Les feuilles sont foncées sur la face supérieure et vert pale sur la face inférieure. Elles sont elliptiques et étroitement ovales.
Les fleurs sont d’environ 5 cm de long, en forme d’entonnoir et de couleur violette, rose ou blanche.
Les fruits sont des capsules ellipsoïdes d’environ 1,5 cm de long. Ils deviennent glabres et brillants à maturité.

## Utilisation
Cette plante est utilisée en Thaïlande comme remède traditionnel.
Elle aurait des propriétés en tant que tonique, diurétique et purifiant sanguin.
Au Tamil nadu, elle est connue comme fleur de décembre car elle y fleurit en décembre et s’utilise couramment en guirlande pour embellir la chevelure des femmes.

## Illustrations

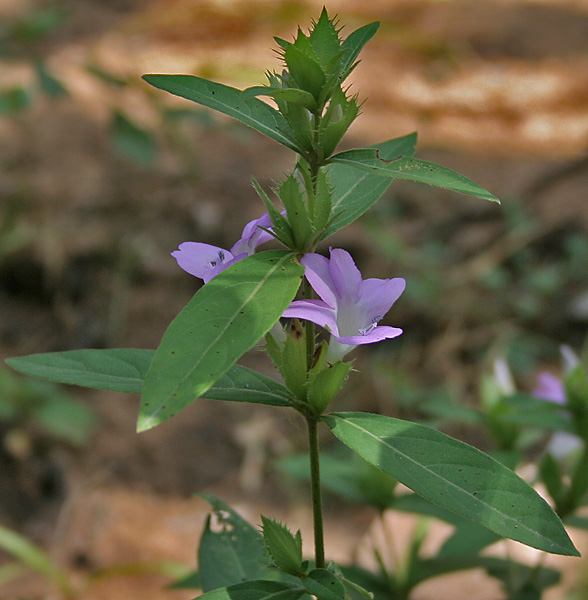
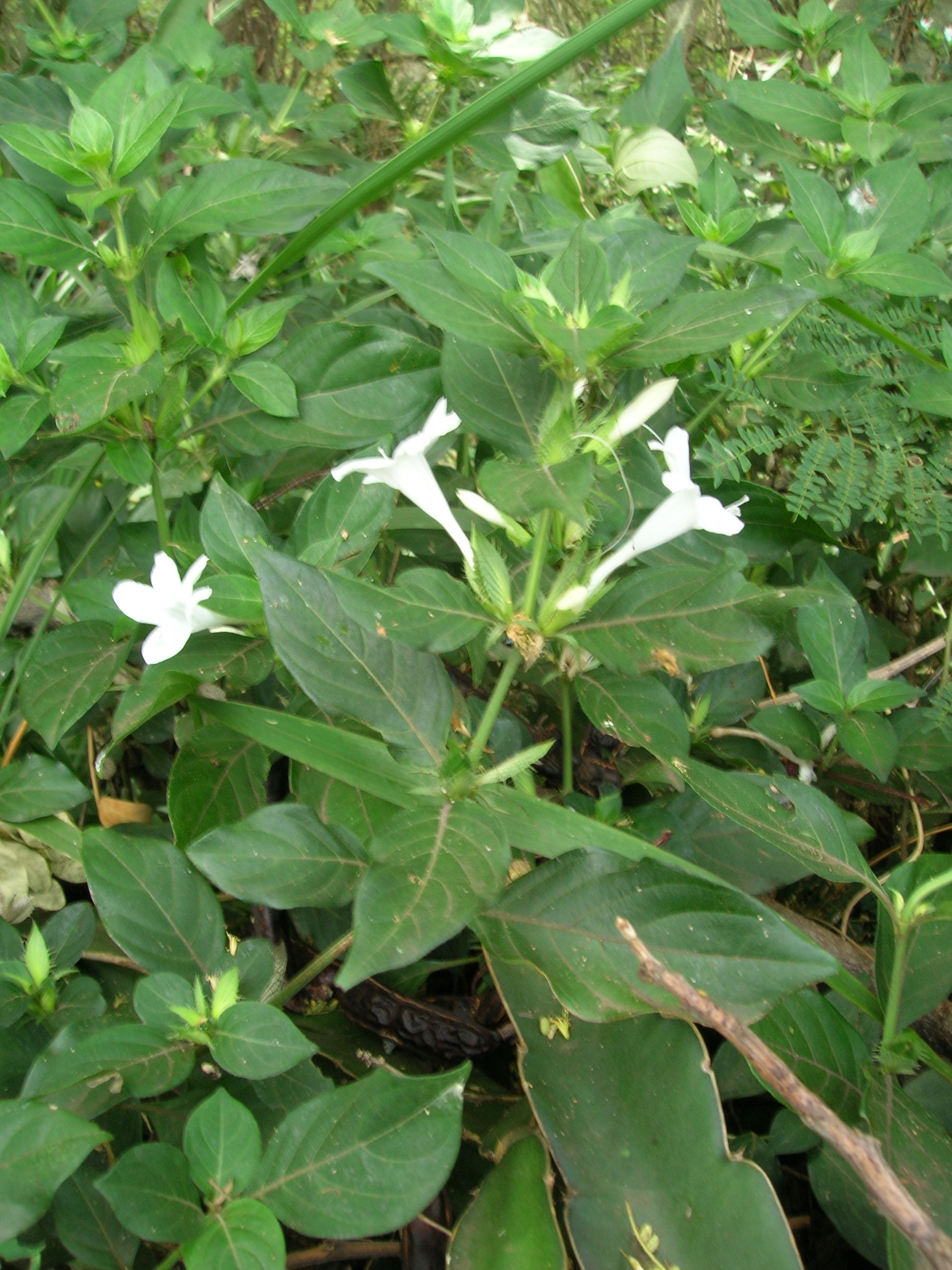
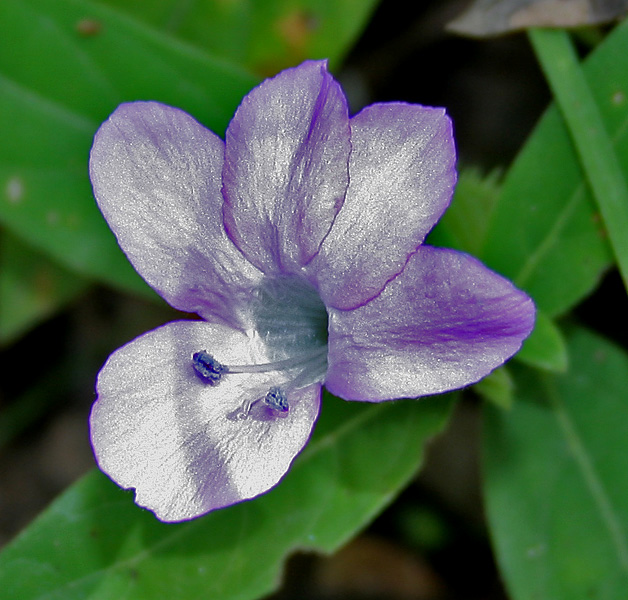
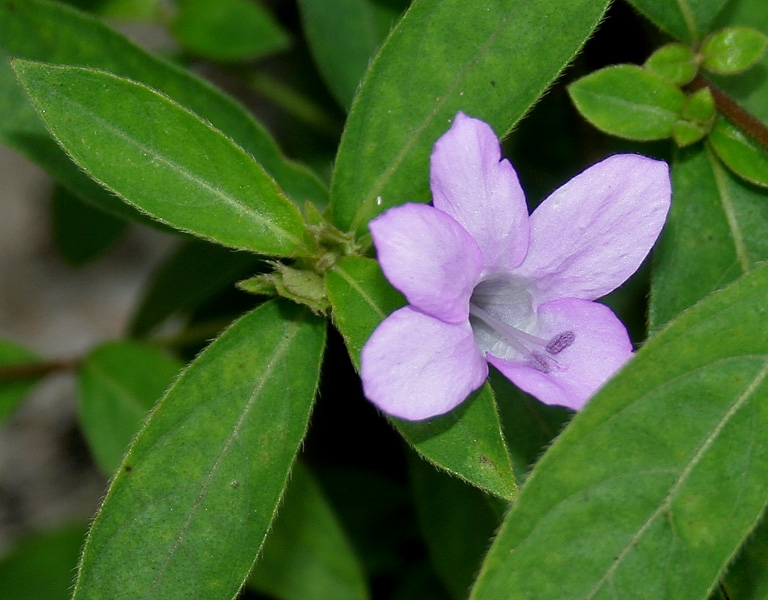
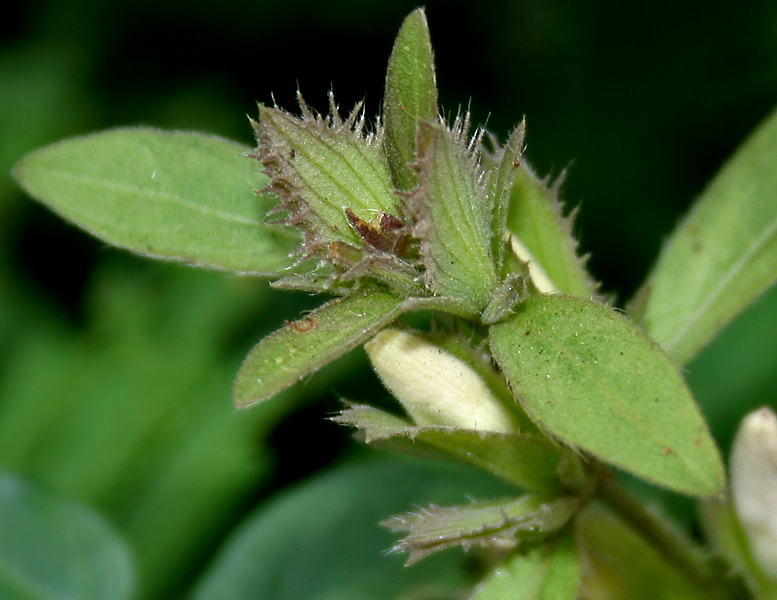
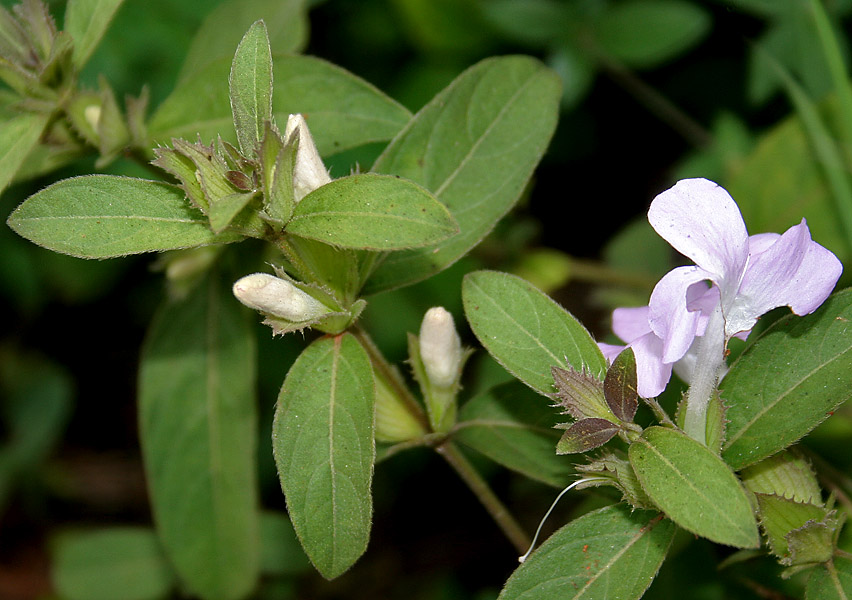

## Synonymes
Selon "The Plant List", 13 juillet 2012 :
- Barleria alba Lodd.
- Barleria caerulea Nees
- Barleria chegosa Wall. [Invalid]
- Barleria ciliata Roxb.
- Barleria dichotoma Roxb.
- Barleria indica L. ex T.Anderson
- Barleria laciniata Wall.
- Barleria lactea Desf. ex Steud.
- Barleria napalensis Nees
- Barleria napalensis var. microphylla Nees
- Barleria nuda Nees
- Barleria prinoides Nees
- Barleria venulosa Nees
- Lepidagathis laciniata Wall. ex Nees